# Petite rivière Turcotte
Pour les articles homonymes, voir Turcotte.
La Petite rivière Turcotte (en anglais : Little Turcotte River) est un un affluent de la rivière Turcotte dans le district de Cochrane, dans le Nord-Est de l'Ontario (Canada).  